# Iglesia de Nuestra Señora de la Gracia (Quinchao)
La Iglesia Nuestra Señora de la Gracia, también conocida como Iglesia de Quinchao, es un templo católico chileno situado en la localidad de Villa Quinchao, comuna 
de Quinchao, en el archipiélago de Chiloé.
Forma parte del grupo de 16 iglesias de Chiloé calificadas como monumento nacional de Chile y reconocidas como Patrimonio de la Humanidad por la Unesco. Es la más grande de todas las iglesias tradicionales de Chiloé.
Su santo patrón es Nuestra Señora de Gracia, cuya fiesta se celebra el 8 de diciembre y es la principal fiesta religiosa del archipiélago luego de la de Jesús Nazareno en Caguach. Otras fiestas religiosas allí celebradas son la Peregrinación Matao-Achao, el 1 de enero, y la fiesta de Nuestra Señora del Carmen, el 16 de julio.

## Historia
Su construcción fue encomendada por el Imperio español en 1605 y citada antes de 1767. Sin embargo, su construcción terminó recién a fines del siglo XIX, específicamente en 1880,[cita requerida] en medio de una etapa de particular bonanza económica en el archipiélago, producto del paso obligado de las embarcaciones provenientes del estrecho de Magallanes, que aprovechaban de acopiarse en Chiloé de madera proveniente de los bosques circundantes.
Su extensa explanada ya formaba parte de su diseño original. Antiguamente servía para recibir a las personas y provisiones provenientes de embarcaciones, las que se protegían de la lluvia bajo los aleros de dos grandes galerías o corredores perimetrales. Actualmente, la explanada funciona como atrio de acogida a los peregrinos durante la fiesta patronal.

### Restauraciones

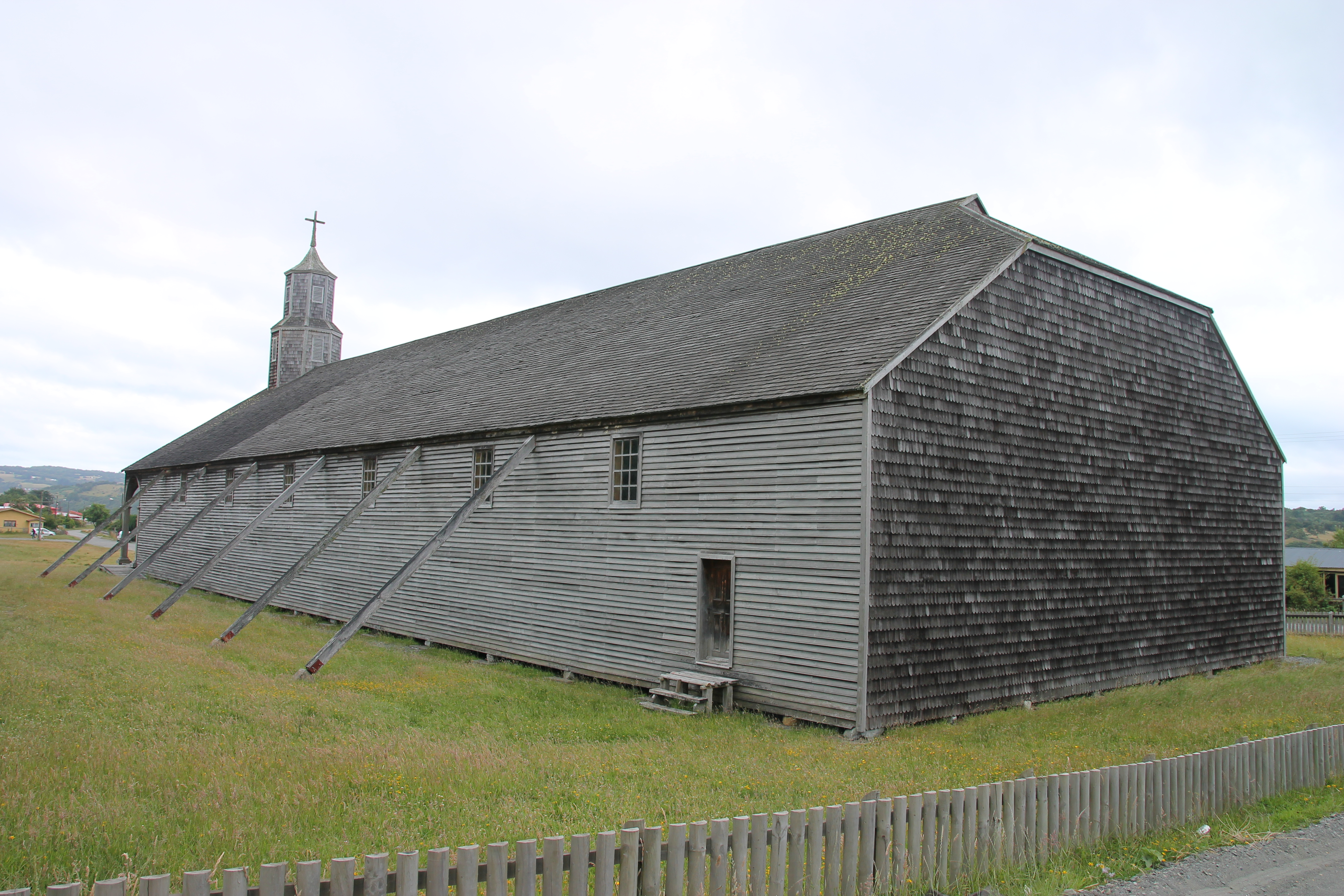
Posterior de la iglesia en 2019

A lo largo de su historia, esta iglesia ha sufrido sucesivas reformas y obras de restauración. Esto principalmente debido a las condiciones climáticas, de abundantes lluvias y temporales, sumado a desastres naturales como terremotos, y a factores económicos, demográficos, sociales y políticos que han dificultado una mantención constante y adecuada.
Una primera reconstrucción parcial se hizo en 1906. En algún momento posterior a esta restauración, se retiraron las galerías perimetrales de la explanada.
La segunda restauración importante se hizo tras el terremoto de Valdivia de 1960 y la posterior construcción del camino de acceso a Villa Quinchao. En esta ocasión se eliminó su volumen posterior, la sacristía redonda, y se agregaron fundaciones de concreto. Aún manteniendo sus grandes dimensiones, se planteó un edificio más sencillo, conformado por un volumen horizontal, torre-fachada y pórtico, imagen arquetípica de las iglesias chilotas.
En 1993, un fuerte temporal destruyó parte de la iglesia, lo que motivó a la creación de la Fundación de Amigos de las Iglesias de Chiloé, entidad preocupada de impulsar la puesta en valor y restauración de las iglesias patrimoniales. Ese mismo año iniciaron la restauración, colocando puntales perimetrales y reconstruyendo el muro posterior. Entre 1995 y 1997 se realizaron obras de renovación, incluyendo la consolidación estructural de fundaciones, muros y columnas de la nave, la reparación de la cubierta y del piso.
Pese a las iniciativas locales, la iglesia se continuó deteriorando, alcanzando tan pésimas condiciones estructurales que debió cerrar en 2006. Ese mismo año, se consiguió el financiamiento necesario para una reconstrucción más apropiada, gracias al aporte del Banco Interamericano de Desarrollo a un proyecto presentado durante el primer gobierno de Michelle Bachelet, por la Subsecretaría de Desarrollo Regional y el Obispado de Ancud. En agosto de ese año, el Consejo de Monumentos Nacionales otorgó el visto bueno para comenzar el adecuado desarme de la torre, asegurando su precisa reconstrucción, y manteniendo las maderas originales donde fuese posible. Los trabajos se desarrollaron entre octubre de 2007 y 2010, con asesoramiento de un equipo técnico de la Fundación Amigos de las Iglesias de Chiloé.

## Arquitectura

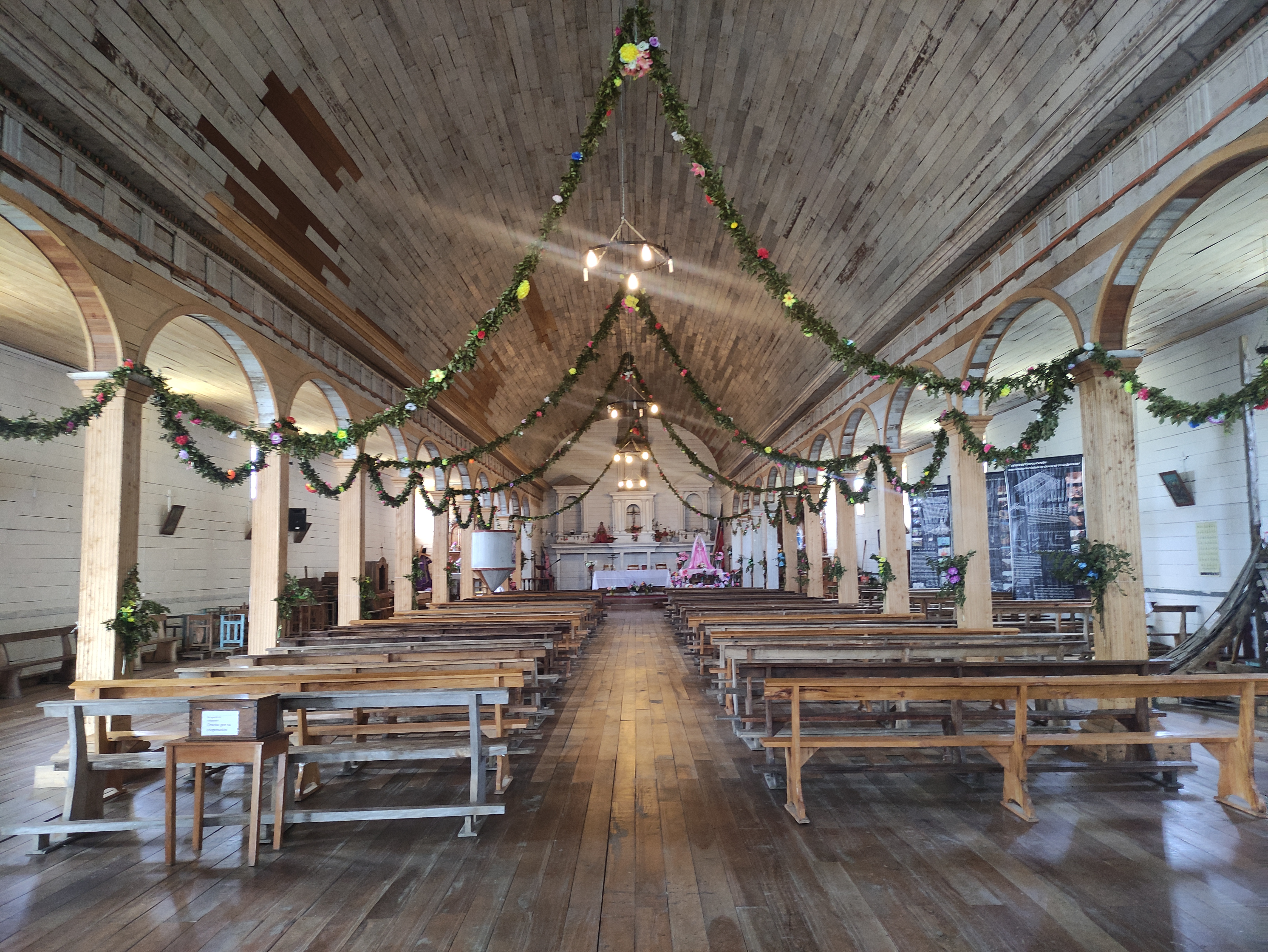
Interior de la iglesia en 2024

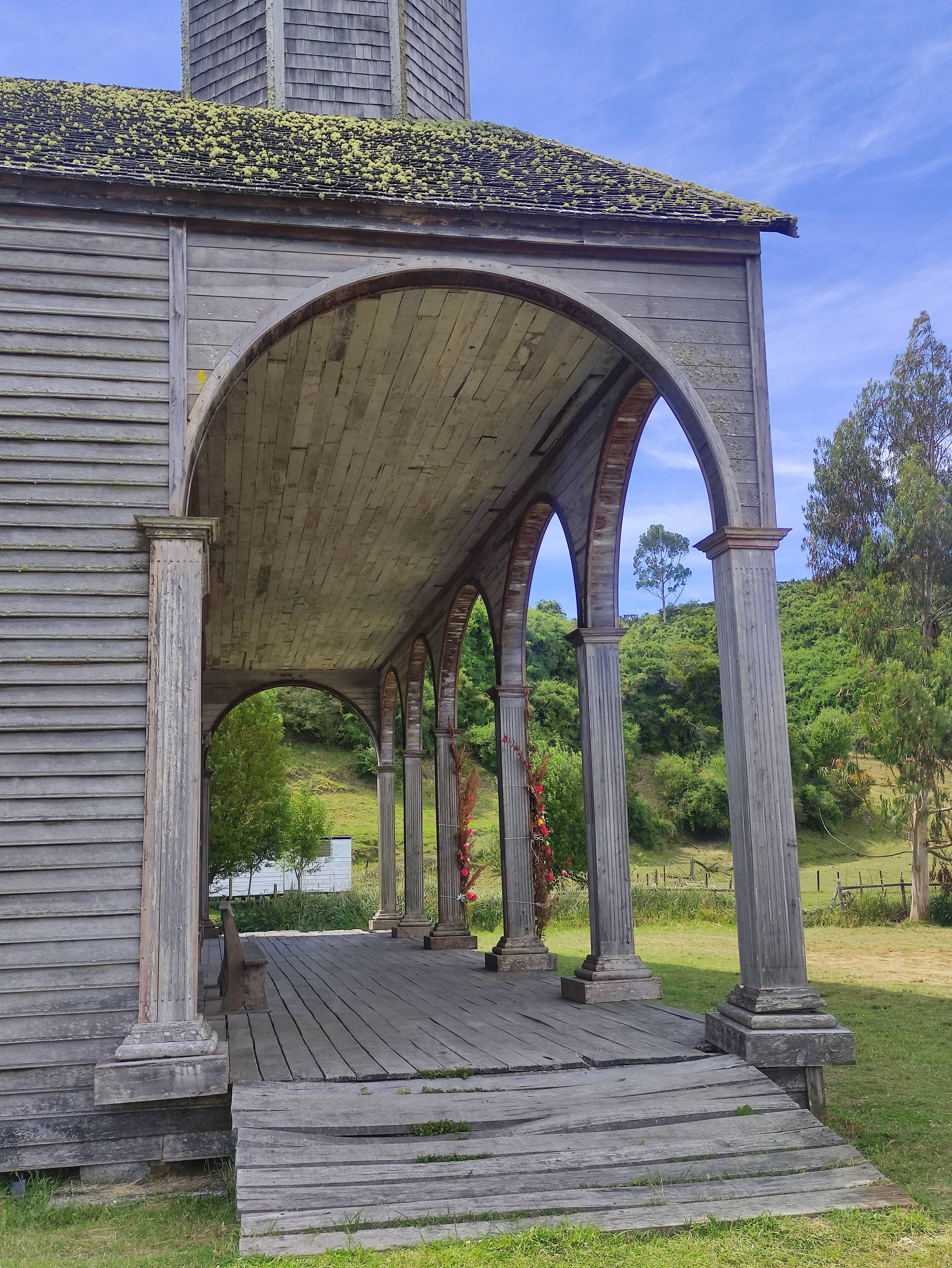
Costado del pórtico

Para la construcción y restauraciones de la iglesia se ha utilizado madera nativa de ulmo, coigüe y ciprés, así como ciprés, canelo y avellano. Su revestimiento original es de alerce y mañío.
Con 52.8 metros de largo y 18.4 metros de ancho, más una torre de 18.3 metros de altura, es la de mayor tamaño de todas las iglesias tradicionales de Chiloé.